# Colibița
Colibița – wieś w Rumunii, w okręgu Bistrița-Năsăud, w gminie Bistrița Bârgăului. W 2011 roku liczyła 251 mieszkańców.

## Przypisy

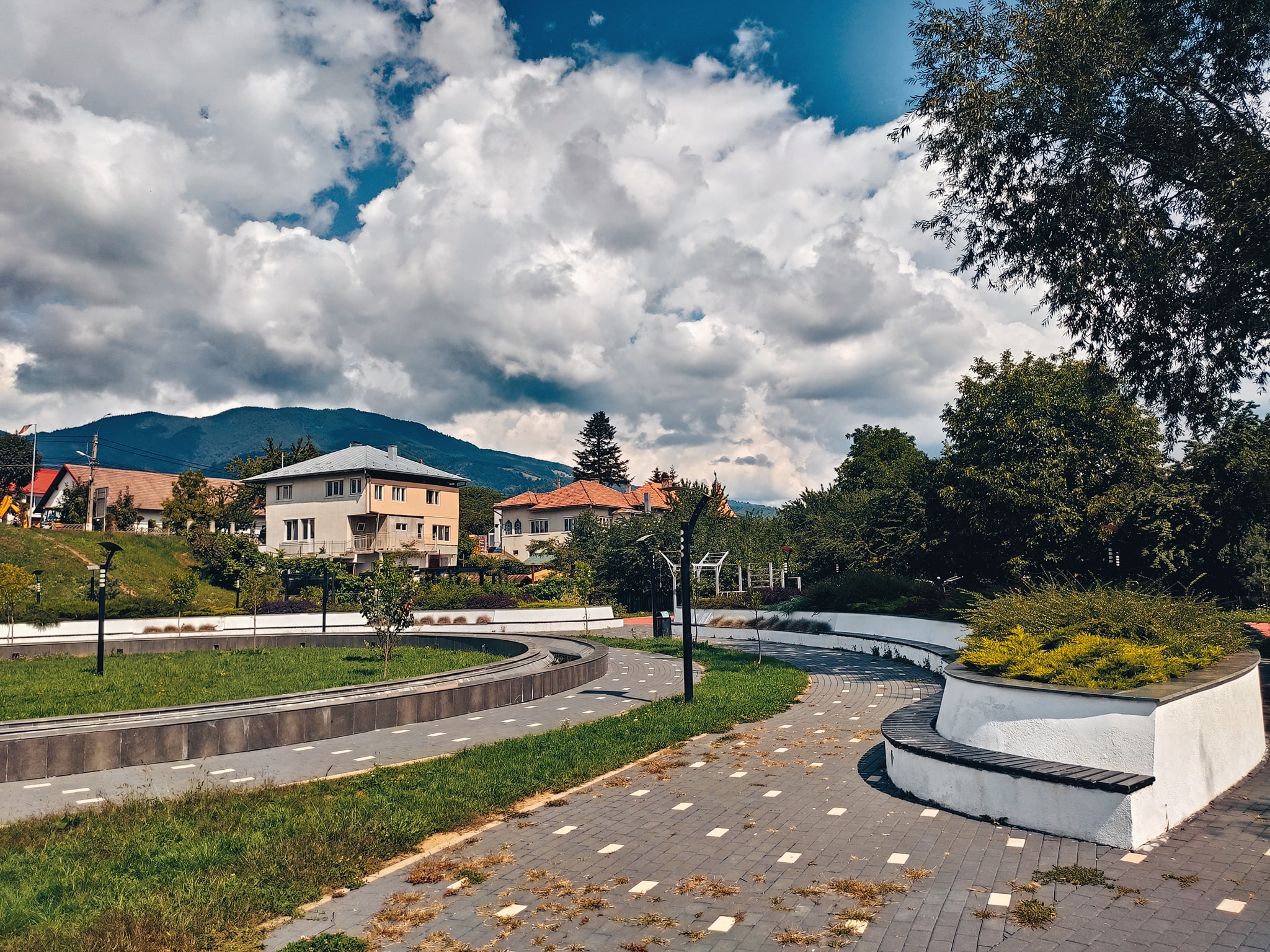
Bistrita Bargaului
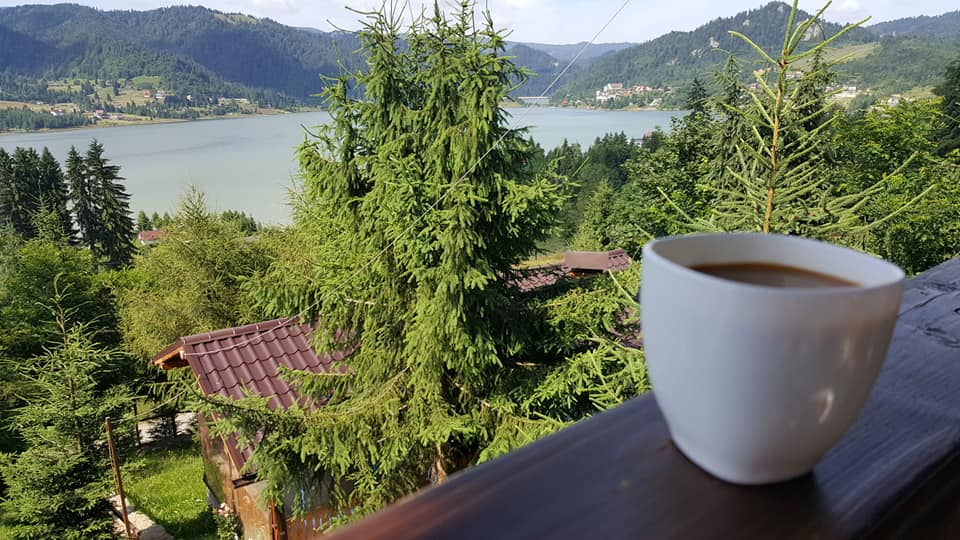
Perla Bistritei
Pensiune cu jacuzzi
Cazare in camere
Fisherman's menu
Fisherman's resort
Casa de vacanta
Pensiunea Ily
Insula
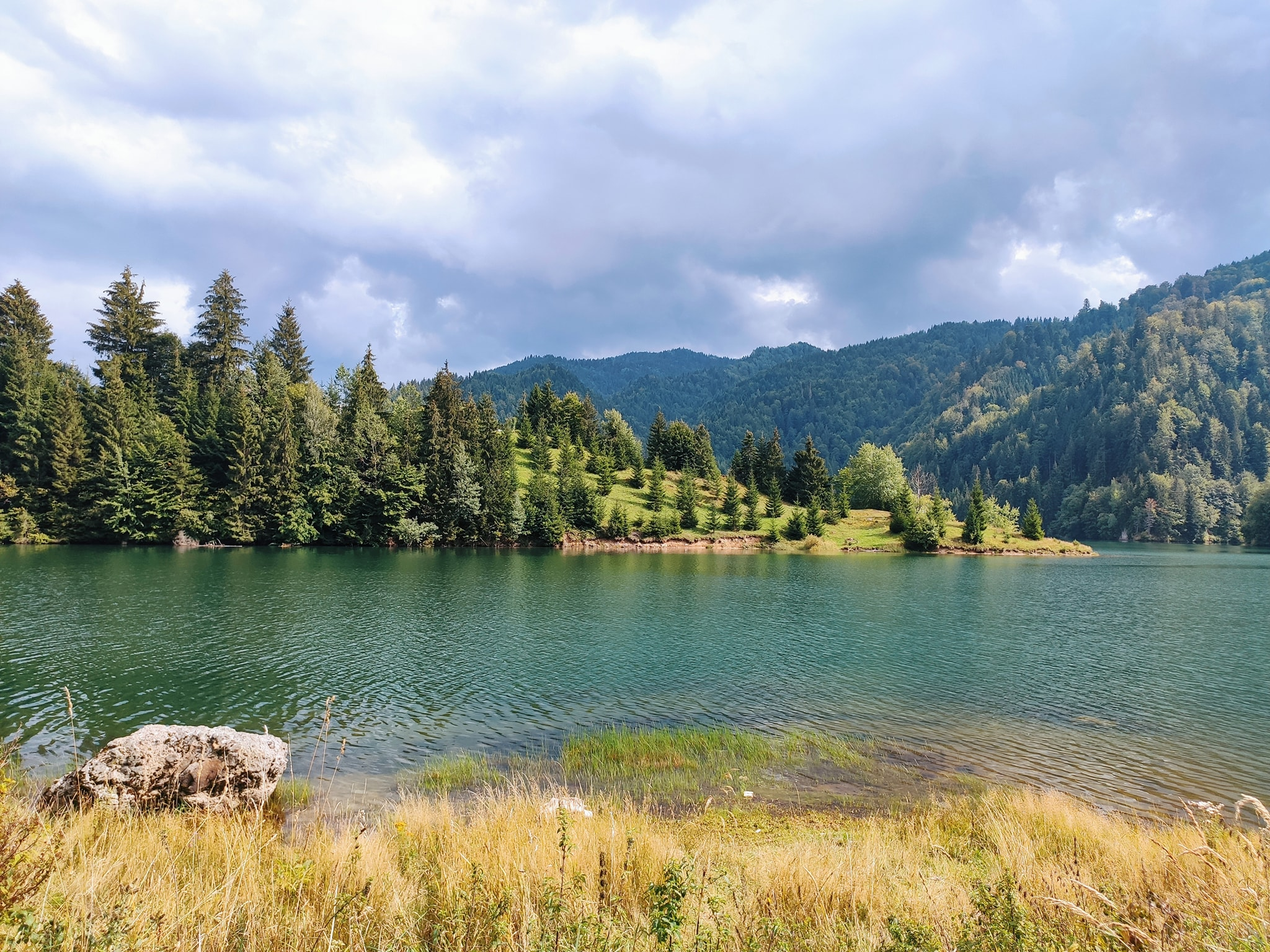
Colibita
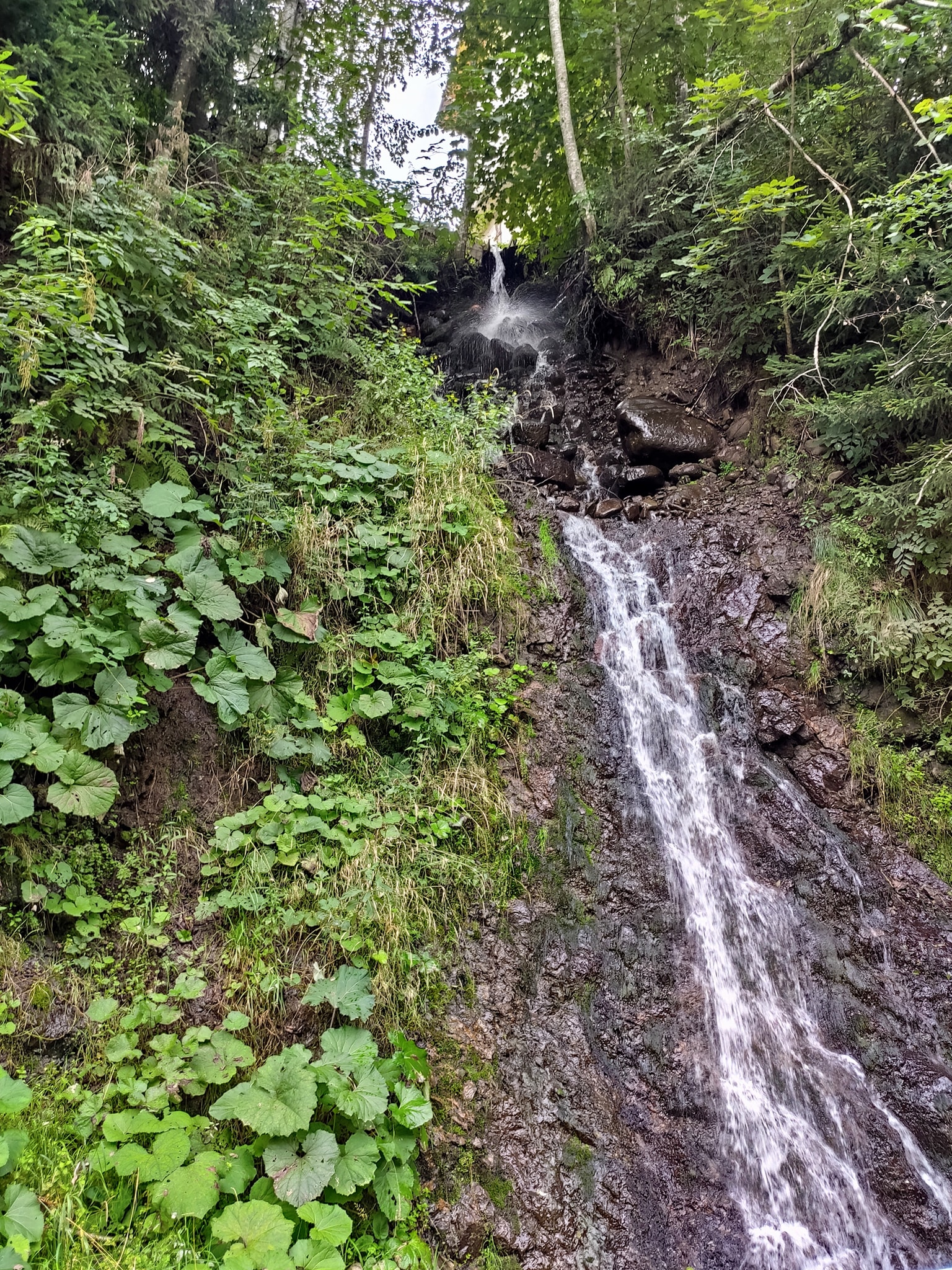
Cascada
Marea de la munte
Panoramic view
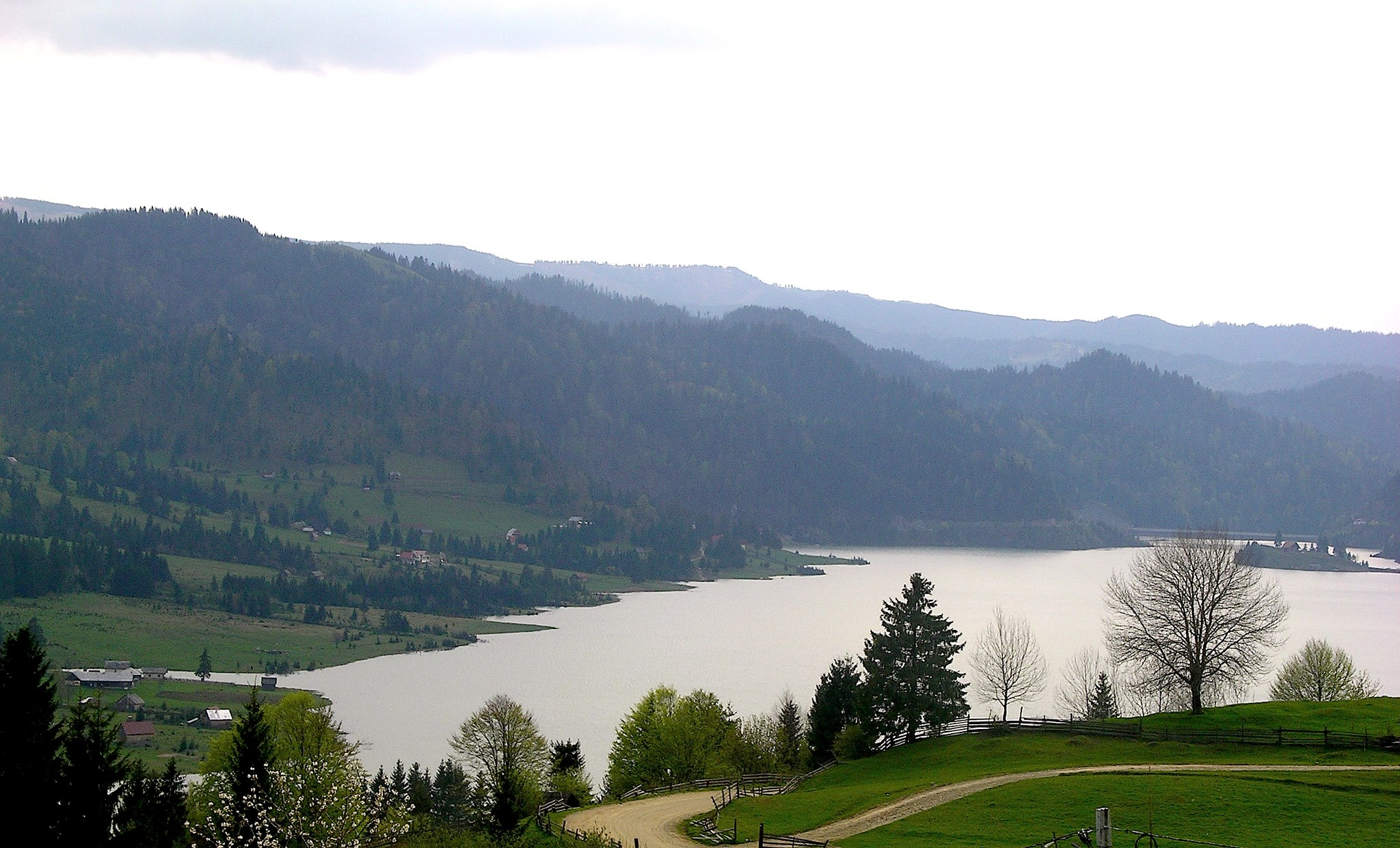
Luciul apei
Din avion